# قشرة عريقة
القِشرةُ العَريقة أو القشرة المتغايرة والقشرة الحديثة هما نوعان من القشرة المخية في الدماغ. القشرة العريقة هي المنطقة الأصغر من القشرة وتشكل 10 في المائة فقط؛ تستحوذ القشرة الحديثة على 90 في المائة المتبقية. وتتميز بوجود ثلاث أو أربع طبقات قشرية فقط، على عكس الطبقات الست للقشرة المخية الحديثة. هناك ثلاثة أنواع فرعية من القشرة العريقة: القشرة  القديمة [الإنجليزية] والقشرة البدائية ومحيط القشرة العريقة [الإنجليزية] وهي منطقة انتقالية بين القشرة الحديثة والقشرة العريقة.
توجد مناطق مُحددة من الدماغ عادةً ما تُصف بأنها تنتمي إلى القشرة العريقة وهي الجهاز الشمي والحُصيْن. يُطلق على القشرة العريقة اسم القشرة المتغايرة، لأنه لم تكن لديها أبدًا بنية من ست طبقات مثل القشرة الحديثة. وهي تختلف عن القشرة المتغايرة، وهي نوع من القشرة الدماغية.